# Branston Booths
Branston Booths – wieś w Anglii, w hrabstwie Lincolnshire. Leży 10 km na południowy wschód od Lincoln i 189 km na północ od Londynu.